# Cascada d'O Ézaro
La cascada d'O Ézaro (en gallec: Fervenza do Ézaro) és un salt d'aigua format pel riu Xallas a la seva desembocadura al mar. Es troba a la parròquia d'O Ézaro, al municipi de Dumbría, província de la Corunya, Galícia. És l'únic salt d'aigua d'Europa que desemboca directament a l'oceà Atlàntic.

## Característiques
A l'últim tram del riu Xallas, l'aigua es precipita contra les roques durant 40 metres. L'any 1724 ja es va descriure el salt, descrivint-lo com una gegantina fumerada que es podia albirar des de diversos quilòmetres mar endins.

## Aprofitament dels recursos hídrics
El cabal del riu Xallas es manté constant a conseqüència de les nombroses preses que s'hi han construït. L'any 1897, la Societat Espanyola de Carburs Metàl·lics, que avui forma part del grup FerroAtlántica, va construir preses per a generar energia, la més important era la de Fervenza, construïda durant els anys 60 del segle xx. A Ponte Olveira existeix una altra central. Al tram final del riu hi ha tres centrals: Castrelo, Santa Uxía i Pindo. Fins a l'any 2012, el salt només es podia veure els diumenges al migdia perquè les empreses hidroelèctriques només deixaven córrer l'aigua suficient en aquell període. Des de l'any 2006, es va ampliar l'horari als dissabtes al vespre, amb espectacle de llums inclòs. A partir de l'any 2012, el salt es pot veure tots els dies de l'any.
L'any 2015, un jutge de Santiago de Compostel·la va obligar a FerroAtlàntica a pagar 8,519 milions d'euros per haver secat el salt d'aigua entre els anys 2004 i 2011.

## Galeria

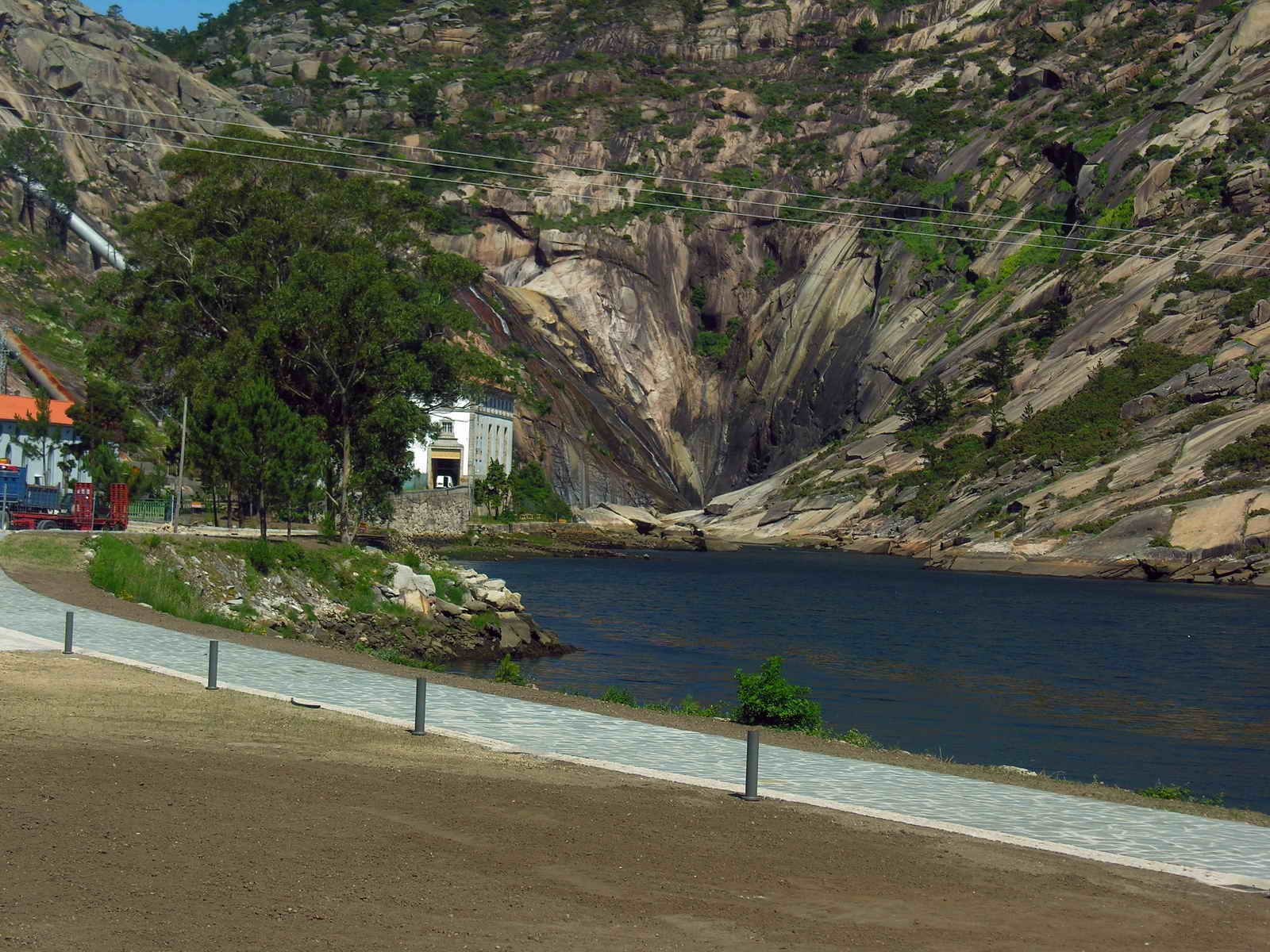
Desembocadura del Riu Xallas, O Ézaro
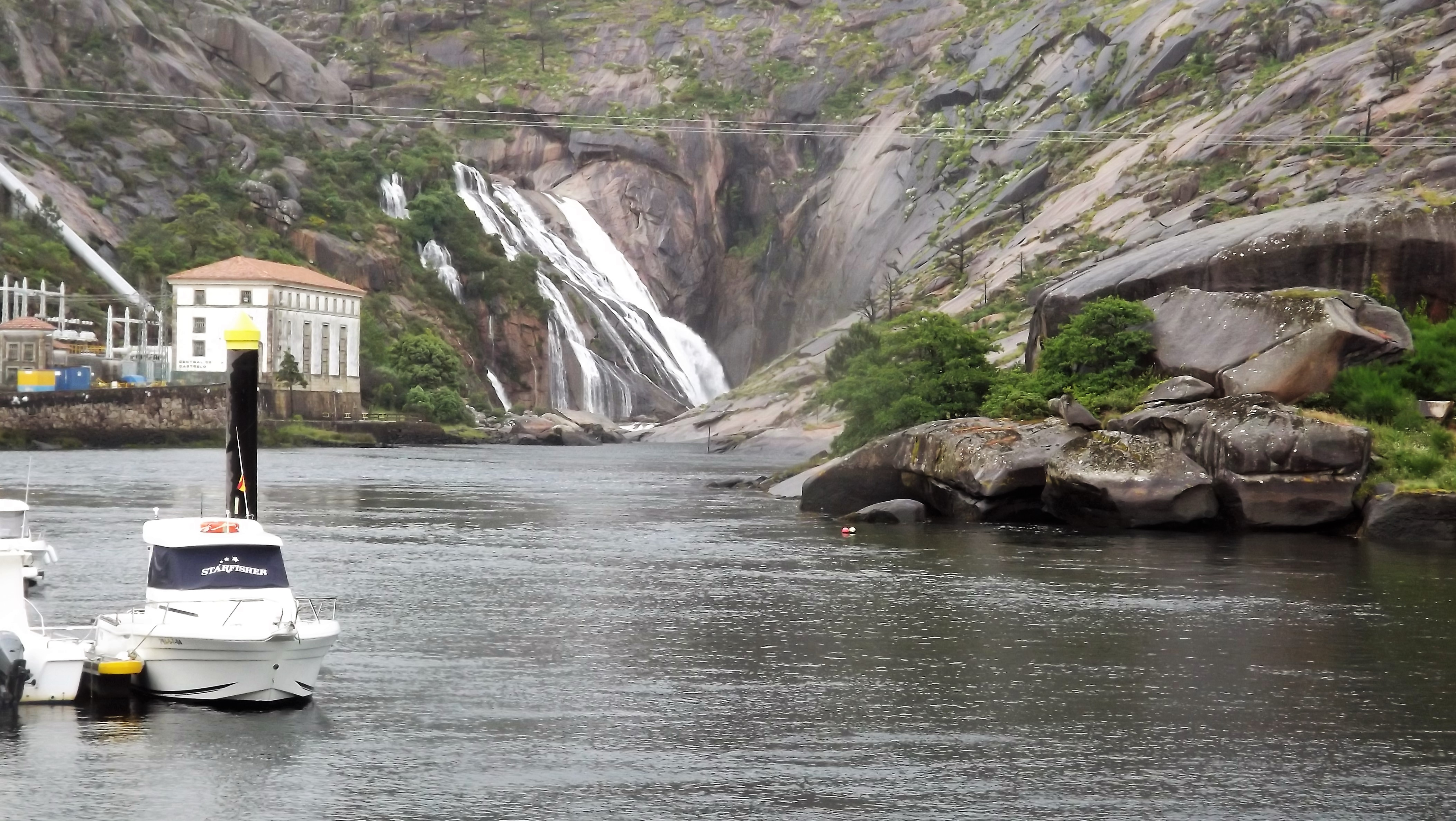
Salt d'aigua del riu Xallas a O Ézaro
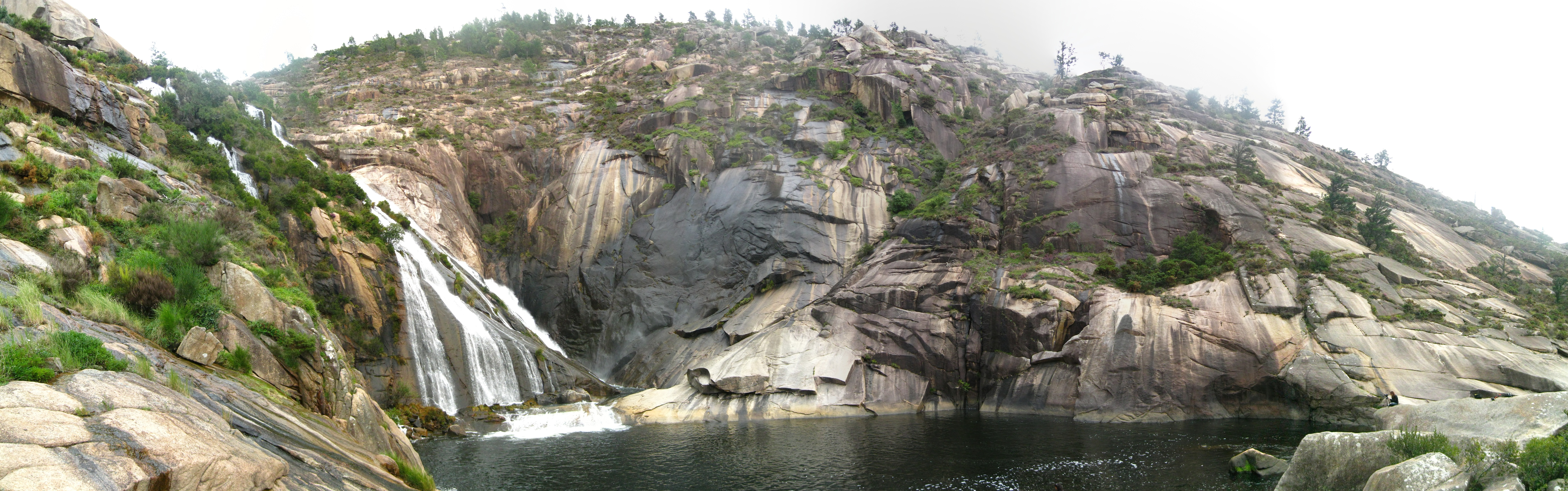
Panoràmica del salt